# Depot von Halle-Reideburg
Das Depot von Halle-Reideburg (auch Hortfund von Halle-Reideburg) ist ein Depotfund der frühbronzezeitlichen Aunjetitzer Kultur (2300–1550 v. Chr.) aus Reideburg, einem Stadtteil von Halle (Saale) (Sachsen-Anhalt). Das Depot befindet sich heute im Museum für Vor- und Frühgeschichte in Berlin.

## Fundgeschichte
Das Depot wurde etwa in der Mitte des 19. Jahrhunderts gefunden. Die genauen Fundumstände sind unbekannt.
Aus dem Stadtgebiet von Halle sind noch mehrere weitere Depotfunde der Aunjetitzer Kultur bekannt: Das Depot von Halle, das Depot von Halle-Giebichenstein sowie die Depots I, II und III von Halle-Kanena.

## Zusammensetzung
Das Depot besteht aus sechs Bronzegegenständen: zwei rundstabige Ösenhalsringe von unterschiedlicher Größe, eine Armspirale mit ovalem Querschnitt, ein Randleistenbeil, ein Spiralröllchen mit quadratischem Querschnitt und ein kleiner runder Ring.
Wilhelm Albert von Brunn bezweifelte, dass alle Gegenstände zu einem geschlossenen Fund gehören. Nach seiner Ansicht gehören nur die Ösenhalsringe und wahrscheinlich die Armspirale zusammen, die Zugehörigkeit des Spiralröllchens und des Rings sei unklar.